# (400338) 2007 UC71
(400338) 2007 UC71 es un asteroide perteneciente al cinturón de asteroides descubierto el 10 de octubre de 2007 por el equipo del Spacewatch desde el Observatorio Nacional de Kitt Peak, Arizona, Estados Unidos.

## Designación y nombre
Designado provisionalmente como 2007 UC71.

## Características orbitales
2007 UC71 está situado a una distancia media del Sol de 2,668 ua, pudiendo alejarse hasta 2,972 ua y acercarse hasta 2,364 ua. Su excentricidad es 0,114 y la inclinación orbital 4,350 grados. Emplea 1592,07 días en completar una órbita alrededor del Sol.

## Características físicas
La magnitud absoluta de 2007 UC71 es 17. 